# 拾捌文化
拾捌文化，全称北京拾捌文化经纪有限公司（拾捌文化，原下属北京波诺拾捌经纪有限公司、海宁京京拾捌经纪有限公司两个子公司）。为中国大陆经纪人王京花创建的艺人经纪公司，于2008年-2014年存在。
前身为橙天娱乐集团下属的橙天拾捌经纪有限公司，2008年王京花因理念分歧及利益纠葛与橙天分手，带领旗下艺人自立门户。2014年9月，旗下艺人全部转至浙江星河文化经纪有限公司（王京花2012年1月创建），为北京旅游（2014年10月更名为北京文化）旗下子公司，王京花仍持有星河文化80%的股份，拾捌文化不再运作。
其子公司，北京波诺拾捌经纪有限公司，也更名为北京波诺文化经纪有限公司，后于2014年更名为一格万象影视传媒有限公司、2017年再更名为十间影视传媒有限公司。

## 旗下艺人

### 星河文化

#### 女演员
| - 王艷 - 白百何 - 陈丽娜 - 关之琳 - 江一燕 - 焦俊艳 - 柯蓝 - 孔维 - 练束梅 | - 刘嘉玲 - 刘孜 - 梅婷 - 莫诗旎 - 齐溪 - 苏小明 - 徐璐 - 楊梅 | - 杨淇 - 杨雪 - 袁咏仪 - 张恒 - 钟楚红 - 左小青 - 甘露 - 石安妮 | - 明加 - 董晴 - 尤靖茹 - 钱芳 - 周冬雨 - 斯琴高娃 |

#### 男演员
| - 巴特尔 - 陈道明 - 高峰 - 耿乐 - 公磊 - 郭京飞 - 郭晓冬 - 胡军 - 黄志忠 - 李超 - 梁大维 | - 梁家辉 - 刘帅良 - 戚九洲 - 任程伟 - 任泉 - 是安 - 宋宁 - 唐曾 - 杨皓宇 - 杨溢 - 尹铸胜 | - 张皓然 - 朱雨辰 - 刘立伟 - 吴军 - 王往 - 苏茂洋 - 郭秋成 - 李岷城 - 王冠 - 高峰 - 印小天 | - 張國強 - 宿丹 - 王鑫 - 李弘良 - 凌潇肃 - 王子嘉 - 周琳皓 - 李乃文 - 伊洋 - 曲少石 - 蒋雪鸣 |

#### 导演
- 姚晓峰
- 沈严
- 郭帆
- 万洋
- 潘戍午
- 刘海波

#### 编剧
- 舒心

### 波诺文化

#### 全约明星
- 袁咏仪
- 周冬雨
- 刘嘉玲
- 关之琳
- 周冠庭
- 王浩燃
- 张丰毅
- 陈小春
- 麦子
- 熊乃瑾
- 应采儿
- 梅婷
- 衣姗

#### 商约明星
- 袁泉
- 陈鲁豫
- 郝蕾

## 继承者
- 浙江星河文化经纪有限公司
- 星河恒扬文化传媒公司